# Серебрянское
Серебрянское — село в Чулымском районе Новосибирской области. Административный центр Серебрянского сельсовета.

## География
Площадь села — 158 гектаров.

## Население
| 2002 | 2007 | 2010 |
| ---- | ---- | ---- |
| 857  | ↘825 | ↘773 |

## История
В 1911 году в с. Серебрянском была построена церковь во имя святого преподобного Серафима Саровского чудотворца.
В состав прихода входили: с. Серебрянское Каинского уезда, дер. Ваничкино, пос. Князевский, Ново-Каякский и Тупицинский и дер. Орловка. Прихожан — 2302 человек (по состоянию на 1914 год).
В с. Серебрянском также была часовня во имя святого преподобного Серафима Саровского чудотворца и церковно-приходская школа.
По состоянию на 1914 год в храме
во имя святого преподобного Серафима Саровского чудотворца с. Серебрянского служили:
— священник Иоанн Андреевич Тарасов, рукоположен во священника 29 мая 1911 года; на настоящем месте с 1911 года.
— псаломщик Константин Косьмич Семенов — с 1 ноября 1913 года.

## Инфраструктура
В селе по данным на 2007 год функционируют 1 учреждение здравоохранения и 2 учреждения образования.